# Annona mucosa
Rollinia deliciosa là loài thực vật có hoa thuộc họ Na. Loài này được Nikolaus Joseph von Jacquin miêu tả khoa học đầu tiên năm 1764.

## Hình ảnh

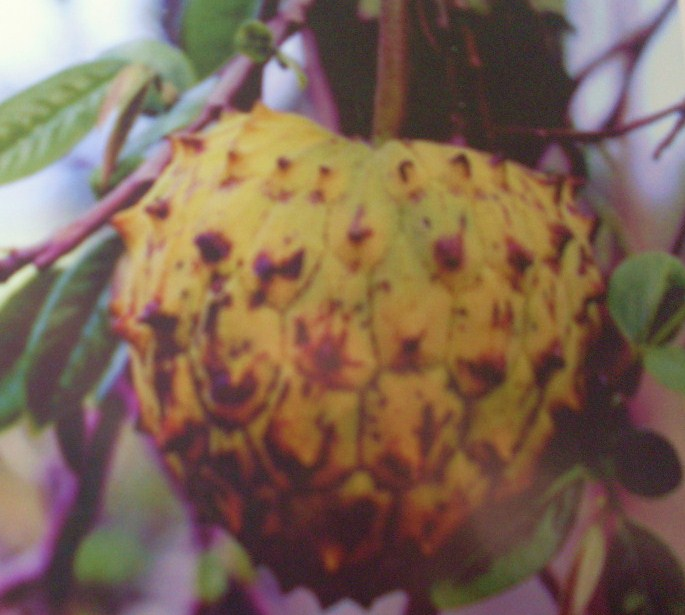